# Аскольдова могила (опера)
«Аско́льдова моги́ла» — романтическая, историко-бытовая опера в четырёх действиях и 6 картинах, созданная Алексеем Верстовским в 1835 году по одноимённому роману Михаила Загоскина, который был и автором либретто.
«Аскольдова могила», написанная, как и все русские оперы того времени, ещё с разговорными эпизодами, подводила итог доглинкинскому периоду развития русской оперы; её премьера, состоявшаяся в Большом театре 16 (28) сентября 1835 года, была восторженно встречена публикой, и на протяжении многих десятилетий опера пользовалась необычайной популярностью. Но оригинальная партитура «Аскольдовой могилы» в настоящее время неизвестна: композитор не раз вносил в неё значительные изменения.
Сюжет оперы существенно отличался от сюжета романа, и в середине XX века переработке подверглось либретто; новые коррективы в оригинальный текст были внесены в 2023 году при постановке оперы в Большом театре. В обоих случаях внесённые изменения были продиктованы в том числе и стремлением приблизить либретто к литературному первоисточнику.

## История создания
В 1832 году Алексей Верстовский написал оперу «Вадим, или Пробуждение двенадцати спящих дев»; многократно переделанное либретто было основано на балладе Василия Жуковского «Двенадцать спящих дев». Современниками опера была воспринята неоднозначно, как и сама баллада, с её уже старомодной фантастикой, — попытка русифицировать роман немецкого писателя Г. Шлиса, сюжет которого Жуковский перенёс в древнюю Русь.
Критика не обескуражила композитора, который, по свидетельству Сергея Аксакова, вообще не мыслил оперу вне фантастического элемента. В своём стремлении создать национальную оперу он обратился сначала к повести Н. Гоголя «Страшная месть», самой страшной и самой романтической в цикле «Вечера на хуторе близ Диканьки». Но в конце концов Верстовский вернулся к теме древней Руси, тем более что и в «Вадиме» главной его заслугой современники считали воплощение духа русской старины.
Наиболее подходящим материалом оказался роман Михаила Загоскина «Аскольдова могила», сюжет которого, со всеми его эффектными и драматически напряжёнными ситуациями, как нельзя лучше подходил для романтической оперы. Либретто Верстовский заказал автору романа, который хорошо знал театр и уже участвовал в работе над его предыдущими операми.

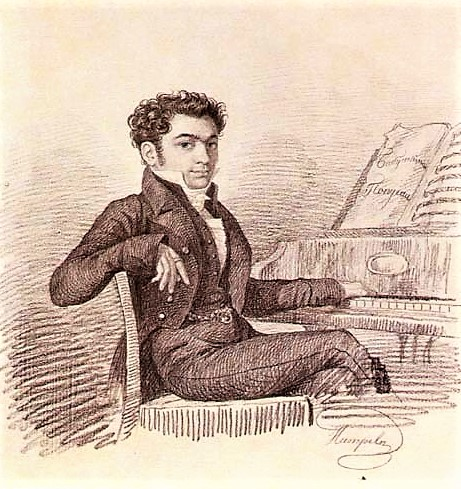
Алексей Верстовский. Гравюра Карла Гампельна, 1830-е годы

Чтобы адаптировать роман под небольшое оперное либретто, Загоскину пришлось существенно сократить и «спрямить» сюжет; многое было изменено и по цензурным соображениям: князя Владимира, как лицо, причисленное к лику святых, нельзя было упоминать, и действие пришлось перенести во времена княжения Святослава Игоревича — в эпоху борьбы государственнических устремлений с феодальными усобицами. Тема противостояния христианства и язычества, центральная в романе, хотя и нашла своё отражение в опере, отошла на второй план. Силы, противостоявшие единству Руси, воплотились в достаточно противоречивом, ещё более загадочном, чем в романе, подлинно романтическом образе Неизвестного: он по-своему любит Русь, скорбит о её судьбе, но эта любовь обращена в прошлое; он прославляет Русь «дедов и отцов» — времён Аскольда и Дира, и в музыкальной характеристике Неизвестного, в отличие от основных героев оперы, Верстовский не использовал русские народные интонации.
Композитор в процессе работы переосмыслил и написанное Загоскиным либретто. Так, Тороп Голован, скоморох и гудошник, традиционный персонаж русской сказочно-комической оперы конца XVIII — начала XIX века, и в романе оказался самым ярким персонажем, но у Загоскина, при всём своём обаянии, он был орудием воли Неизвестного, в опере же Верстовского, напротив, воплощает доброе начало. Добавил композитор и любимой фантастики: если у Загоскина Вахрамеевна — обыкновенная мошенница, то в опере она превратилась в настоящую колдунью, которая знается с адскими духами.
Трагический финал романа — гибель Стемида, самоубийство Всеслава и Надежды, преследуемых дружинниками князя, — в либретто был заменён счастливой развязкой в духе «оперы спасения»: в критический момент появляется Стемид и сообщает, что князь сменил гнев на милость; христиане славят Господа и призывают его ниспослать «веры свет на потомство Святослава».

## Действующие лица
- Неизвестный — бас
- Торопка Голован, гудошник  — тенор
- Всеслав, княжеский отрок  — тенор
- Алексей, старый рыбак  — бас
- Надежда, дочь его  — сопрано
- Вышата, княжеский ключник  — бас
- Фрелаф, варяжский мечник  — тенор
- Стемид, княжеский стремянный  — тенор
- Простен, княжеский гридня — без вокальной партии
- Якун — без вокальной партии
- Икмор — без вокальной партии
- Руальд, воин варяжской дружины — без вокальной партии
- Эрик, воин варяжской дружины — без вокальной партии
- Арнульф — без вокальной партии
- Остромир, княжеский сокольничий — без вокальной партии
- Фенкал, варяжский скальд — тенор
- Вахрамеевна, киевская ведьма — меццо-сопрано
- Часовой — баритон
- Садко — без вокальной партии
- Юрка — без вокальной партии
- Старуха — без вокальной партии
- Буслаевна, нянюшка — сопрано
- Любаша, молодая киевлянка — сопрано

Киевляне и киевлянки, славянская и варяжская дружины князя Святослава; слуги и служительницы в селе Предиславине; рыбаки и хор адских духов.

## Сюжет
На берегу Днепра, в небольшой рыбацкой деревушке недалеко от Киева, живёт христианка Надежда, дочь старого рыбака Алексея, возлюбленная княжеского дружинника Всеслава. В деревне появляется Неизвестный; стремясь настроить рыбаков против Святослава, он прославляет времена «отцов и дедов». Неизвестный готовит свержение князя и передать киевский стол намерен Всеславу, которого считает правнуком Аскольда.
В полночь у Аскольдовой могилы, в потаённой церкви собираются христиане. В стороне от церкви Незвестный встречается с Всеславом; молодому дружиннику, не знающему ни отца, ни матери, Неизвестный открывает тайну его рождения, призывая восстать против князя. Но Всеслав отказывается участвовать в чуждых ему замыслах. В это время в Киеве, в тереме боярина Вышаты княжеская дружина празднует Усладов день. Вышата призывает дружинников отправиться к Аскольдовой могиле: с подсказки Неизвестного он решил похитить Надежду для княжеских утех.
Во время похищения Всеслав, пытаясь спасти девушку, убивает гридню Простена и вынужден скрываться от княжеского гнева. Надежда оказывается в селе Предиславино, среди многочисленных наложниц Святослава. Сочувствующий влюблённым гудошник Торопка своими песнями отвлекает внимание охранников, в то время как Всеслав освобождает Надежду. Ночью, в бурю они находят себе прибежище у Аскольдовой могилы, где Всеслав вновь сталкивается с Неизвестным.
Исчезновение Надежды скоро обнаруживается, и Вышата высылает погоню за беглецами. Колдунья Вахрамеевна с помощью волшебного зелья раскрывает Вышате их местонахождение. Несмотря на грозящую ему опасность, Всеслав вновь отказывается восстать против князя. На берегу появляется Стемид, посланец Святослава, и объявляет, что князь прощает Всеславу убийство дружинника и разрешает ему жениться на христианке. Неизвестный бросается в свой чёлн и гибнет в волнах Днепра.

## Музыка
Как и во всех русских операх доглинкинского периода, в «Аскольдовой могиле» музыкальные номера, характеризующие персонажей, чередуются с разговорными диалогами; многие персонажи не имеют вокальных партий — музыкальных характеристик; оркестр порою только сопровождает сценическое действие. Александр Серов писал, что оперный идеал Верстовского «никогда не возвышался над тем родом оперы, который… носит название Singspiel». Но именно музыкальные номера стали узловыми моментами оперы; в них Верстовский использовал самые разнообразные ритмы — мазурки, полонеза, марша, иногда интонации городской песни, создавая свежие и выразительные мелодии. В хоровых эпизодах, представляющих старинные обряды, Верстовский использовал трудовые, игровые и хороводные песни.
Всеволод Чешихин, признавая, что Верстовский обладал даром национальной мелодики «в значительно большей мере, чем все его предшественники», отмечал, что наряду с общерусскими и общеславянскими мотивами в опере присутствуют и номера в стиле К. М. Вебера: партия Надежды навеяна партией Агаты из «Вольного стрелка», а эпизод в доме колдуньи Вахрамеевны напоминает сцену в Волчьей долине из той же популярной в России, как и во всей Европе, оперы; М. Мугинштейн перекличку с «Вольным стрелком» отмечает и в целом в контрасте быта и фантастики, как и в таинственном образе Неизвестного. Хоры христиан на развалинах церкви Чешихин считал написанными в стиле Джузеппе Сарти.
Как недостаток оперы Чешихин отмечал и отсутствие в её музыке симфонического развития. Верстовский в «Аскольдовой могиле» вообще использовал несложные музыкальные формы — песни куплетного строения наряду с номерами романсового характера; но тем легче они запоминались слушателям. Эти формы в сочетании с хороводами образуют, по словам М. Мугинштейна, «песенно-танцевальную структуру» и превращают историко-бытовую оперу в «некий хоровод бытовых жанров».
Лучшим, по общему признанию, оказался III акт — с написанным в ритме полонеза хором девушек, заточённых в Предиславине, и тремя разнохарактерными песнями Торопа, который, как писал А. Гозенпуд, и музыкально, и сценически стал самым ярким действующим лицом оперы. Скоморох и гудошник был традиционным персонажем русской сказочно-комической оперы, но, как правило, это был условно-театральный персонаж; Верстовский «словно спрыснул его живой водой». Народность этого характера композитор подчеркнул своей любимой музыкальной формой — сольной песней с хоровым припевом.
Наряду с песнями Торопа к лучшим страницам оперы, по мнению А. Гозенпуда, принадлежат хоры, хотя в них и сказывается порою недостаточно глубокое понимание фольклора. Верстовский, писал музыковед, «умело передал романтически таинственную атмосферу действия» — в мрачной фантастической сцене колдовства, в ночном свидании Неизвестного с Всеславом, где «зловещие интонации Неизвестного контрастно оттеняются просветлённой молитвой… христиан».

## Восприятие

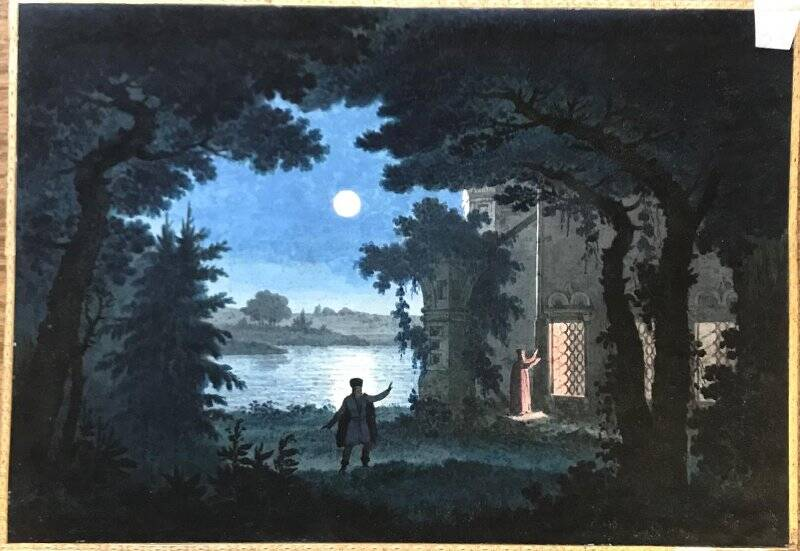
К. О. Браун. Эскиз декорации. Москва, Большой Петровский театр, 1835 год

Премьера «Аскольдовой могилы» состоялась на сцене московского Большого театра 16 (28) сентября 1835 года под управлением дирижёра Ивана Фельцмана. Опера, по свидетельству С. Аксакова, «превосходно была поставлена», и эта первая постановка, пишет А. Гозенпуд, благодаря исполнителям главных партий — Александру Бантышеву (Тороп), Надежде Репиной (Надежда) и Николаю Лаврову (Неизвестный) — заложила основу длительной сценической традиции исполнения «Аскольдовой могилы».
Ещё задолго до премьеры отрывки из оперы исполнялись в салонах, а после премьеры один из современников писал: «Наконец эти части в стройном целом предстали суду публики. Она приняла народную оперу с каким-то торжеством. …Её мелодические песни, её удалые, разгульные хоры сделались народными и прогремели по всей России… Мы слышали… что шарманки Лондона, Парижа, Берлина, Вены частенько наигрывают „Гой ты, Днепр“ или „Ах, подруженьки, как грустно“, равно как и другие мотивы…» О том же свидетельствовал и  В. Чешихин: «Восторг, с которым была встречена эта опера в Москве, можно сравнить только с энтузиазмом, возбуждённым постановкою в следующем году в Петербурге оперы Глинки „Жизнь за царя“».
Московские и петербургские критики по-разному восприняли «Аскольдову могилу»; так, петербуржец Фёдор Кони назвал оперу Верстовского «песенником», по мнению же рецензента «Московского наблюдателя», композитор «уловил тайну музыкальной народности». В Москве «Аскольдова могила» быстро завоевала необычайную популярность; музыка её, писал С. Аксаков спустя 20 лет после премьеры, «сделалась народною; кто не знает её, не любит и не поёт?». В 1862 году Вл. Морков в «Историческом очерке русской оперы с самого её начала по 1862 год» писал: «Появление этой оперы… было эпохою в области отечественной музыки, и вскоре она сделалась любимою, народною оперою». О популярности «Аскольдовой могилы» в самых широких слоях свидетельствует и то, что в «Очерках бурсы» Н. Г. Помяловского ученики время от времени напевают арию Неизвестного «В старину живали деды веселей своих внучат».

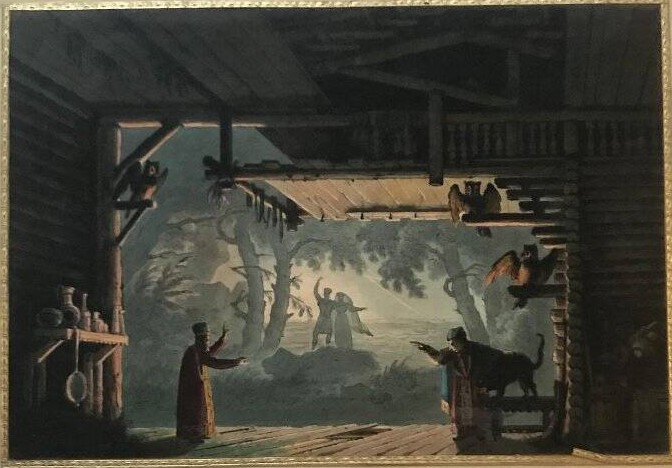
К. О. Браун. Эскиз декорации: изба Вахрамеевны. Москва, Большой Петровский театр, 1835 год

Особенно нравился публике III акт оперы, по мнению Аксакова, «прекрасно написанный Загоскиным в драматическом отношении». Даже рецензент «Московского наблюдателя», вообще посчитавший неудачным выбор сюжета, писал: «…Из всех русских опер, взятых вместе, нельзя составить одного такого действия». Главный герой этого акта, Тороп Голован, умный, дерзкий и находчивый, стал любимцем демократической публики; его песни исполнялись и в публичных концертах, и в домашних музицированиях. Тороп стал предтечей целого ряда колоритных народных персонажей на русской оперной сцене: Ярёмки во «Вражьей силе» А. Серова (1871), Ерошки и Скулы в опере А. Бородина «Князь Игорь» (1890), Леля в «Снегурочке» (1882) и Гришки Кутерьмы в «Китеже» (1907) Н. Римского-Корсакова.
Александр Серов, отметив в опере Верстовского «бездну слабых сторон» и даже «детски-дилетантские приёмы», не сомневался в том, что в истории русского искусства она займёт «одно из самых почётных мест», считал, что именно «Аскольдова могила» проложила русской музыке «прямой путь к истинной народности». Поклонник Глинки, Серов в 1862 году писал, что «Жизнь за царя» стоит выше опер Л. Керубини и даже бетховенского «Фиделио», в то время как «Аскольдова могила» в сравнении с лучшими европейскими образцами — «дилетантский недоносок». И вместе с тем он не считал недоразумением то, что поклонников Верстовского в России «несравненно больше, нежели глинкистов»: «собственно мелодическим изобретением» Верстовский богаче Глинки, «мелодия струится в нём свободнее» и затрагивает, считал критик, «такие струны русской души, до которых Глинка не прикасался». Серов отмечал, и в этом с ним соглашался В. Чешихин, что у Глинки даже в знаменитой «Камаринской» «нет той весёлой и размашистой удали, которою дышат многие мелодии в „Аскольдовой могиле“». При этом хор девушек в начале III акта, по мнению Серова, «не менее, если не более выражает душу русской женщины, нежели мелодии Антониды, Людмилы и Гориславы».

## Сценическая судьба
«Аскольдова могила» проложила определённый рубеж в истории русской оперы, подвела итог доглинкинскому периоду ее развития. «Перейти границу и открыть новый мир, — писал А. Гозенпуд, — суждено было… Глинке. Но „Аскольдову могилу“ следует соотносить не с „Иваном Сусаниным“, а с тем, что было создано в этой области ранее… Опера эта сохранила своё значение для последующих времён»".

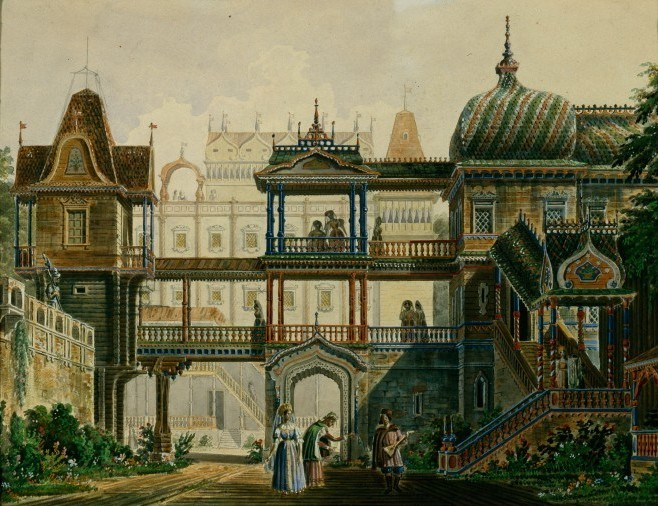
А. Роллер. Декорации к опере «Аскольдова могила». Санкт-Петербург, Большой театр, 1841 год

После более чем успешной премьеры 1835 года московский Большой театр возобновлял постановку «Аскольдовой могилы» в 1849, 1854 и 1883 годах. В 1841 году она была впервые поставлена в Петербурге, в Большом театре, где с московскими исполнителями успешно соперничали Лев Леонов (Тороп) и Осип Петров (Неизвестный). Опера Верстовского ставилась в Тифлисе — в 1856 году; в 1867-м в Киеве её постановкой открылся оперный театр; в 1869 году силами русских артистов «Аскольдова могила» была поставлена в Нью-Йорке (дирижёр — Дмитрий Агренев-Славянский) и стала первой русской оперой, которую услышали в США. Вплоть до начала XX века она шла во многих театрах империи; в сезоне 1898/99 на сцене Мамонтовской оперы в партии Неизвестного выступал Фёдор Шаляпин. Но дебютировал артист в этой партии ещё в 1891 году в Уфе: именно «Аскольдову могилу» давали в самый первый в жизни Шаляпина бенефис.
«Аскольдова могила» была поставлена за год до «Жизни за царя» М. Глинки, но в дальнейшем ей пришлось существовать на сцене рядом с операми и Глинки, уже в первом своём сочинении отказавшегося от разговорных диалогов, и других композиторов, писавших уже в новой манере, — что побуждало Верстовского вносить изменения в партитуру: он сокращал разговорные эпизоды, иногда заменял их речитативами, вставлял дополнительные музыкальные номера из других своих опер. В версии, созданной композитором к концу жизни, объём музыки увеличился примерно на треть, соответственно сократилась разговорная часть. При этом отследить все авторские правки невозможно, а оригинальная партитура, 1835 года, по-видимому, не сохранилась, судить о ней приходится по опубликованным в своё время клавирам.
Многие внесённые самим автором изменения оставались неизвестны постановщикам оперы, и после его смерти «Аскольдову могилу» адаптировали к новым требованиям, дополняя партитуру фрагментами из его менее известных опер, но порою — привлекая музыку других композиторов. Так, в нью-йоркской постановке была добавлена музыка Глинки, а в Оперном театре Зимина в 1914 году — песни А. Оленина. Немало нареканий вызывала последняя картина, с прославлениями великого князя и переживаниями рыбаков по поводу гибели Неизвестного; её нередко просто опускали: беглецов ловили, возвращали в Предиславино, но появлялся Стемид и сообщал о помиловании.

### Обработка Бирюкова и Доброхотова
После революции «Аскольдова могила» на протяжении нескольких десятилетий не ставилась на советской оперной сцене, хотя различные фрагменты исполнялись на концертной эстраде, а в 1948 и 1951 годах были записаны дирижёром Виктором Смирновым. В 1959 году появилась обработка оперы, принадлежащая Борису Доброхотову, с новым, по сути, либретто Нила Бирюкова, далеко, по словам А. Гозенпуда, отошедшим от оригинала. При этом создатели новой версии стремились приблизить либретто к литературному первоисточнику; они перенесли действие оперы обратно во времена князя Владимира и вернули сюжету главную интригу романа — трагическую ошибку Неизвестного: в этой версии в последнем акте Неизвестный убивает Стемида и видит на его груди золотую гривну Аскольда. При обработке музыкального материала речевой текст был сведён к минимуму, но не удалён совсем: продиктовано это было как его незаменимостью в некоторых случаях, так и желанием сохранить «колорит произведения».
Хотя эта обработка создавалась для Большого театра, на главной сцене страны она так и не была поставлена, но шла в Киевском театре оперы и балета и, по-видимому, пользовалась успехом. В предисловии к изданию версии Доброхотова и Бирюкова по поводу испытания временем говорилось: «…Горячая реакция современного зрителя на возрождённую к новой жизни „Аскольдову могилу“ показывает, что замечательная русская опера полностью выдержала это трудное испытание». В этой же редакции в 1991 году дирижёр Юрий Никоненко записал «Аскольдову могилу» на фирме «Мелодия», с Владиславом Верестниковым в партии Неизвестного и Львом Кузнецовым в партии Торопа. По этой единственной аудиозаписи, получившей широкое распространение, слушателям и приходится в настоящее время судить об опере Верстовского.

### Новая версия Большого театра
В 2023 году Большой театр осуществил постановку «Аскольдовой могилы» на своей Камерной сцене. Дирижёр Иван Великанов и режиссёр Мария Фомичёва попытались вернуться к авторской, пусть и не первоначальной, версии, при этом внесли в неё собственные коррективы, сократив, в частности, разговорные диалоги. М. Фомичёва, редактируя либретто, в финале предпочла вернуться не к оперному оригиналу, а к роману — к его трагической развязке. В кратком изложении сюжета финал новой постановки выглядел так: «Неизвестный сообщает Всеславу, что условие их спасения — свержение князя Святослава. Княжеский отрок вновь отвечает решительным отказом. Влюблённые слышат голоса дружинников. Они понимают, что надежды на помощь Неизвестного нет, и бросаются в реку». Слушатели при этом ничего не узнавали о судьбе Неизвестного: последние страницы авторской партитуры были заменены повтором хора рыбаков из I акта.
И спектакль, и новая редакция оперы вызвали разноречивые отклики, но очевидно было, что написанную для большой сцены оперу Верстовского, требующую настоящего театрального размаха, невозможно без существенных потерь втиснуть в коробку Камерной сцены.